# Povel
Povel je v pořadové přípravě (při výcviku osob v armádě, při hromadné tělovýchově, školní tělesné výchově, v hasičských sborech) nebo při výcviku zvířat příkaz nebo rozkaz, který je třeba okamžitě provést. Vydává se obvykle hlasem.
Povel ve výpočetní technice je příkaz, který se má okamžitě provést. Obvykle se zadává z klávesnice a ukončuje klávesou konce řádku (Enter, Return, EOL, apod.).